# Hyundai Motor Group
The  Hyundai Motor Group  (AFI: [hjə́ːndɛ];  hangul: 현대자동차그룹; hanja: 現代自動車그룹; RR: Hyeondae Jadongcha Geurup) (stilizat HYUNDAI) este un conglomerat sud-coreean multinațional, cu sediul în Seul, Coreea de Sud. Acesta este cel mai mare producător de vehicule din Coreea de Sud și al treilea cel mai mare producător de vehicule din lume după Toyota si Volkswagen Group bazat pe producția de autovehicule din 2015. Grupul a fost format prin achiziționarea a 51% din Kia Motors, care era a doua cea mai mare companie care producea automobile din Coreea de Sud de Hyundai Motor Company în 1998. La data de 31 decembrie 2013 Hyundai deține 33.88% din Kia Motors.

## Legături externe
- Site web oficial
- Site web oficial